# Даунтаун Калгарі
Даунтаун Калгарі — густонаселений міський район у центрі Калгарі, Альберта . Він містить другу за величиною концентрацію головних офісів компаній у Канаді, незважаючи на те, що це четверте місто країни за кількістю населення.  Центр міста розділений на кілька житлових, комерційних, корпоративних і багатофункціональних районів, включаючи фінансовий район (CBD), О-Клер, китайський квартал, Іст-Віллідж, Белтлайн і Вест-Енд. 
Центр Калгарі межує з 14-ю вулицею на заході, річкою Боу та парком Принс-Айленд на півночі, річкою Елбоу на сході та магістральними шляхами Канадської тихоокеанської залізниці на півдні. Райони Белтлайн і Мішн на півдні часто вважаються частиною даунтауну через високу концентрацію підприємств, високу щільність населення та наявність роздрібної торгівлі та нічних клубів, але технічно вони не є частиною даунтауну.
Населення даунтауну Калгарі суттєво зросло за останні роки, збільшившись на кілька тисяч між 2011 і 2016 роками . Станом на 2016 рік населення п’яти об’єднаних районів у центрі міста перевищило 18 000.  Зараз у центрі Калгарі проживає значно більше населення, ніж в інших канадських містах подібного розміру, таких як Оттава та Едмонтон.   У той час як даунтаун Калгарі продовжує зростати, район Белтлайн на півдні з населенням 21 958 осіб станом на  2016 рік, займає більшу частину житлової забудови у центрі Калгарі. 
Система швидкісного трамваю CTrain пролягає по 7-й авеню через центр міста в напрямку схід-захід, проїзд на цій ділянці є безкоштовним. Майбутня Зелена лінія проходитиме під землею через даунтаун під 2-ю вулицею в напрямку північ-південь.

## Райони

### Комерційний район
Діловий район Калгарі складається з основної центральної частини міста. Це місце скупчення хмарочосів. Станом на 2017 рік , вісім із десяти найвищих будівель у західній Канаді та кілька найвищих у країні знаходяться в Калгарі. Багато будівель з’єднані 18 км мережею пішохідних доріжок і мостів. Система, відома як «+15», є найбільшою у своєму роді у світі.
Район, що оточує Стівен-авеню, є основним торгівельним районом у даунтауні Калгарі. Стівен-авеню (8th Avenue SW) — це пішохідний торговий центр, уздовж якого розташовані історичні будівлі з магазинами, ресторанами, кінотеатрами та питними закладами. Безпосередньо до відкритої частини Stephen Avenue розташований критий комплекс із двох торгових центрів. Торгові центри Core Shopping Center (колишній TD Square/Calgary Eaton Centre) та Scotia Center межують з обох кінців історичним магазином Hudson's Bay Company та елітним універмагом Holt Renfrew . На вулиці також розташована велика кількість галерей, ресторанів, пабів, незвичайних кінотеатрів і нічних клубів. Інші цікавими місцями в комерційному центрі є Девонські сади в торговому центрі Core, Калгарський Тауер, Художня галерея Калгарі, музей Гленбоу, Олімпійська площу, і конференц-центр Телус.

#### Урядовий район

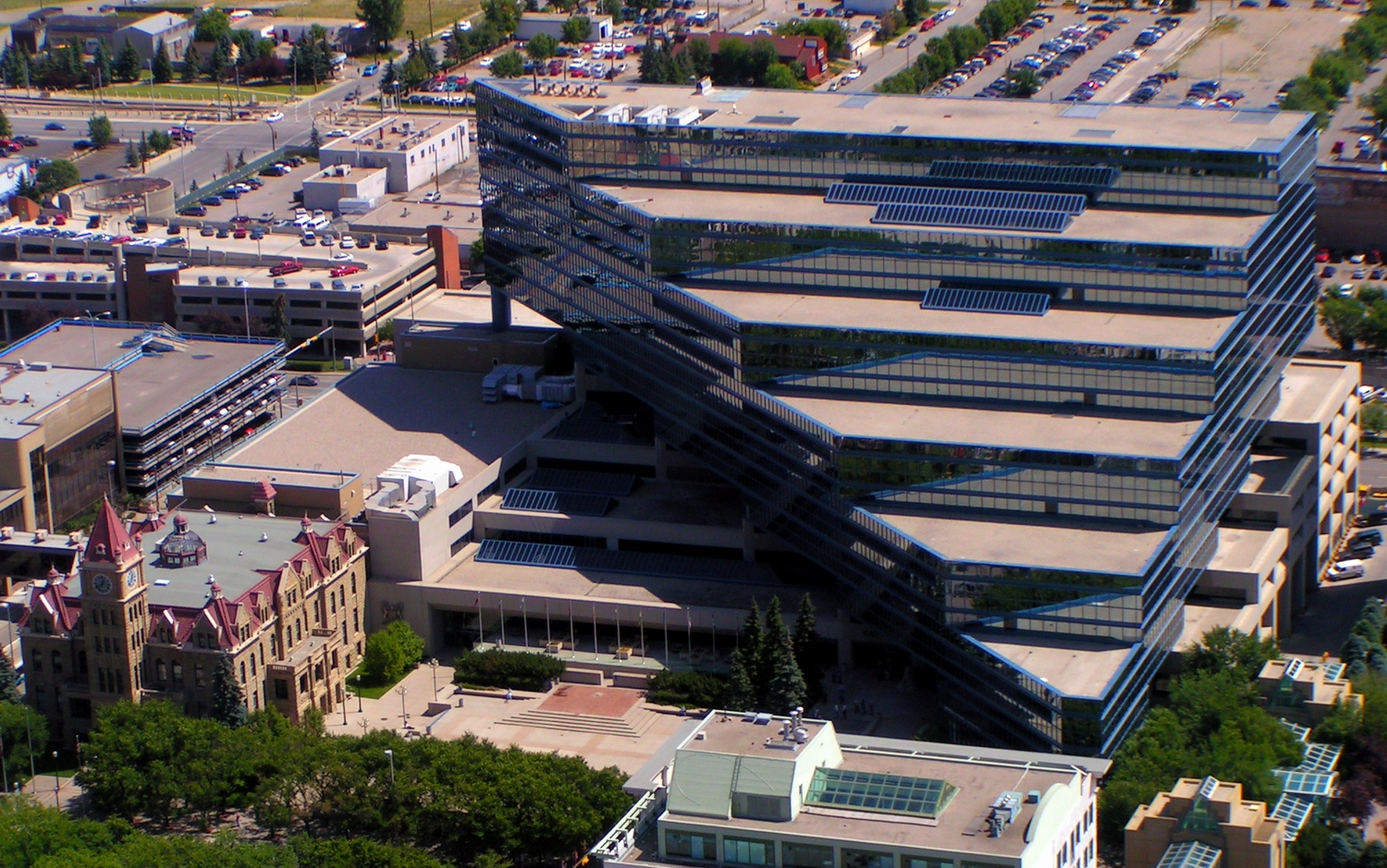
Муніципальний будинок Калгарі, резиденція місцевого уряду, розташований у урядовому районі.

Урядовий район є неофіційною частиною даунтауну міста, центром якого є Маклеод-Трейл, що знаходиться між комерційним центром, Китайським кварталом і Іст-Віллідж . Він вміщує в себе мерію, центральну бібліотеку Калгарі, штаб-квартиру поліції Калгарі, будівлю федерального уряду), коледж Bow Valley, консульство Сполучених Штатів та будівлю освітньої ради.

#### Культурний район
Центром культурного району є будівля Бернса та Олімпійська площа, а також освітні та культурні заклади, такі як коледж Bow Calley, музей Гленбоу, у тому числі The Big Secret Theatre (дім театральної компанії One Yellow Rabbit), концертний зал Джека Сінгера (дім Калгарійського філармонічного оркестру), театр Макса Белла (дім театру Калгарі), театр Марти Коен (дім Alberta Theatre Projects) і театр Engineered Air.

#### Розважальний район

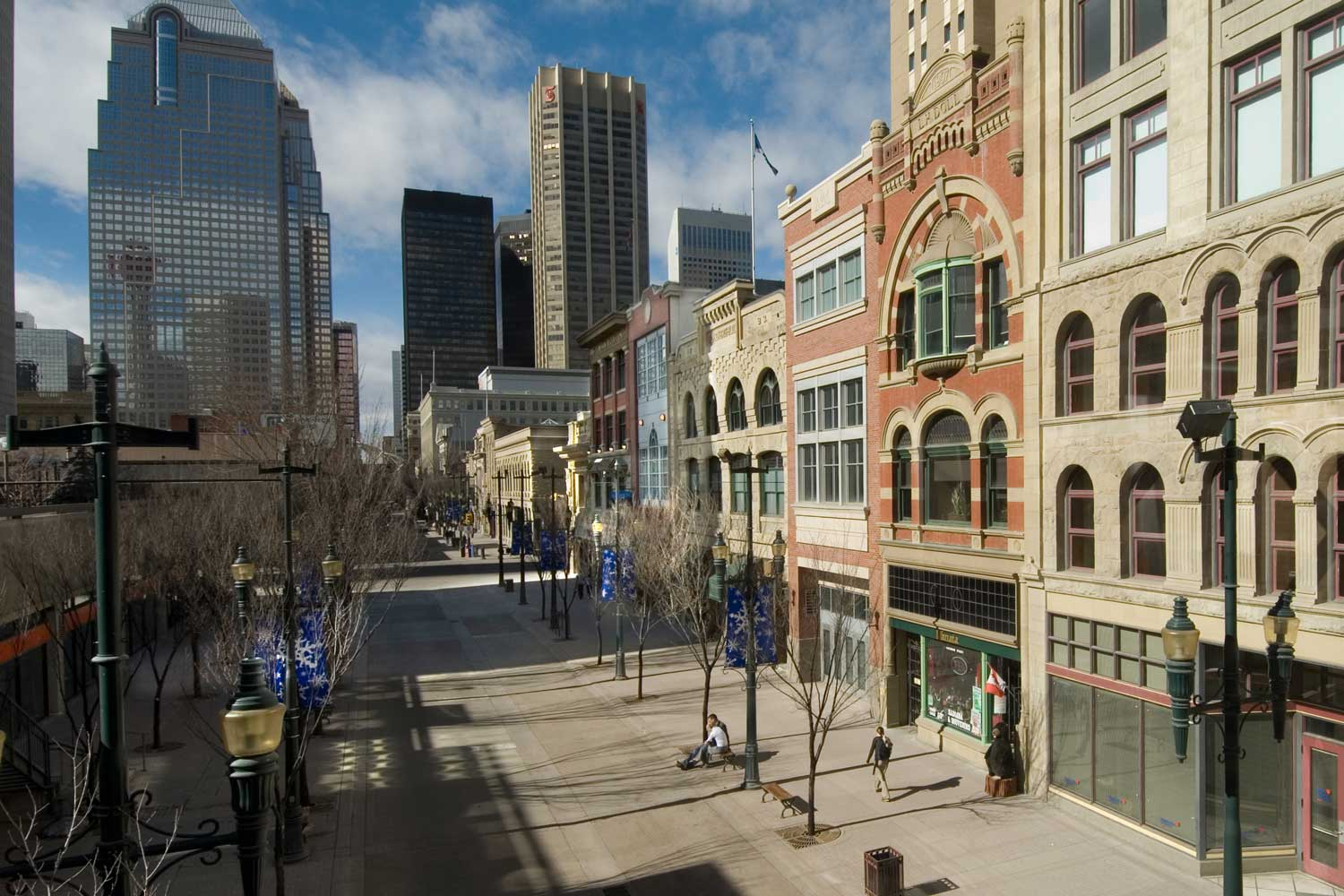
Стівен Авеню – це пішохідний торговий центр, розташований у розважальному районі комерційного центру.

Розважальний район розташований уздовж 8-ї авеню SW. Він містить пішохідну торговельну зону Стівен-авеню з ресторанами та магазинами, закриті торгові центри (включаючи The Core, Scotia Center, Bankers Hall і The Bay), а також єдиний у Калгарі арт-хаусний кінотеатр ( кінотеатр Globe ) і зони відпочинку. такі як Девонські сади . Серед відомих будівель у цьому районі – готель Hyatt Regency, фасад якого об’єднує кілька історичних будівель, Calgary Marriott і Fairmont Palliser. Визначними хмарочосами в цьому районі є Scotia Center, Bankers Hall і Eighth Avenue Place.

### Іст-Віллідж
Іст-Віллідж — це район на схід від комерційного центру міста. З кінця 2000-х років ця територія зазнала значної реконструкції. У 2007 році Муніципальна земельна корпорація Калгарі розпочала будівництво модернізації інфраструктури району вартістю 357 мільйонів доларів США, піднявши всі вулиці над рівнем затоплення, модернізувавши каналізацію та зливові стоки, а також побудувавши торгові зони.
З тих пір цей район став новою точкою тяжіння для даунтауну, де розташовано відзначений нагородами RiverWalk, кілька ресторанів в історичній будівлі Simmons Mattress Factory і кілька нових багатоквартирних висотних будинків, кілька з них ще будуються. У цьому районі розташований Національний музичний центр Канади вартістю 191 мільйон доларів США, а також розташована центральна бібліотека системи публічних бібліотек Калгарі вартістю 245 мільйонів доларів США. З початку реконструкції район інвестував 2,7 мільярда доларів США. 
Вест-Енд — це багатоповерховий житловий район із високою щільністю забудови на захід від комерційного центру даунтауну. У цьому районі розташований Міленіум-парк, у якому розташований великий скейт-парк. Щороку у вересні тут проходить святкування Калгарі-прайду. Центр Вест-Енду також підключений до системи Plus 15 .

### Китайський квартал

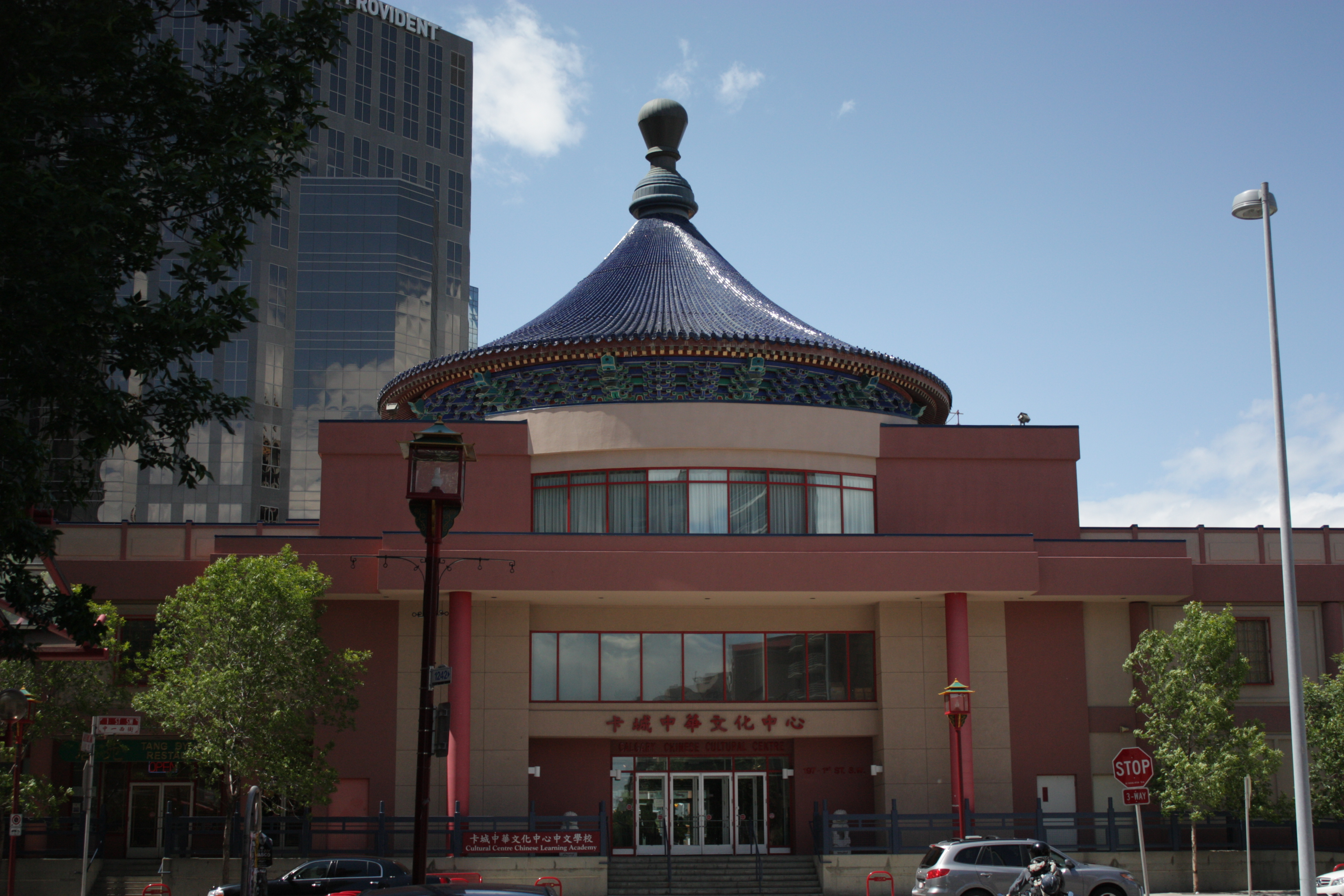
Китайський культурний центр Калгарі в китайському кварталі, районі, розташованому на північ від комерційного центру.

Китайський квартал розташований на північ від торгового центру даунтауну і на північний захід від Іст-Вілліджа. Район характеризується високою щільністю населення та високою щільністю роздрібної торгівлі та ресторанів Східної Азії. Китайський квартал Калгарі є домом для найбільшого Китайського культурного центру в Північній Америці. Спроектований у традиційному стилі, дах культурного центру побудований за зразком Храму Неба в Пекіні . У китайському кварталі Калгарі є план реконструкції району, який продовжить роботу над відродженням району. У районі також знаходиться торговий центр Dragon City Mall, єдиний традиційний китайський торговий центр в Альберті.

### О-Клер
О-Клер — це район, розташований безпосередньо на північ від комерційного центру міста. Територія, яка була забудована з рекультивованих промислових земель, розташована навпроти річки Боу та розташована безпосередньо на північ від 3-ї авеню на південь. На північ від О-Клер розташований Парк Принс-Айленд, великий міський парк на острові на річці Боу та місце багатьох літніх фестивалів, у тому числі Фестиваль народної музики в Калгарі, Каріфест, "Шекспір у парку". У межах О-Клер є ринок О-Клер, а також різноманітні паби та ресторани. 

## Демографія
За даними перепису населення Канади 2016 року, населення Даунтауна становило близько 38 663 людей на 6 км2 землі. Також станом на 2016 рік у даунтауні Калгарі було приблизно 137 030 робочих місць. 
У 2005 році медіанний дохід жителів цієї громади становив 30 126 доларів США, причому 41,4% населення були жителями з низьким доходом.  Станом на  2006 рік 44,3% жителів були іммігрантами . Частка 99,7% будинків були кондомініумами або апартаментами, а 95,9% житла використовувалося для оренди. 

## Дивись також
- Список найвищих будівель Калгарі

## Зовнішні посилання
- Громадська асоціація центру міста Калгарі